# Manicoré
Manicoré è un comune del Brasile nello Stato dell'Amazonas, parte della mesoregione di Sul Amazonense e della microregione di Madeira.
Il comune è situato lungo le sponde del Rio Madeira a 333 km da Manaus.